# 狭翅巢蕨
狭翅巢蕨（学名：Asplenium antrophyoides）也称黔怒蕨、阔翅巢蕨、鸡冠巢蕨，为铁角蕨科铁角蕨属下的一个植物变种。